# Konservativ-Christliche Partei BNF
Die Konservativ-Christliche Partei BNF war eine politische Partei in Belarus. Sie ging aus der Spaltung der Belarussischen Volksfront hervor und erkennt die ebenfalls aus dieser Bewegung hervorgegangene Partyja BNF nicht an. Die Konservativ-Christliche Partei BNF distanziert sich von weiten Teilen der Opposition und betrachtet diese als "Komplizen des Regimes".
Am 20. Juli 2023 beschloss das Oberste Gericht die Liquidierung der Partei.

## Geschichte
Im September 1999 wurde auf dem VI. Kongress der Belarussischen Volksfront ein neuer Vorsitzender gewählt. Dabei konnte Winzuk Wjatschorka den bisherigen Vorsitzenden Sjanon Pasnjak mit einer Stimme Vorsprung ablösen. Die Anhänger Pasnjaks hielten daraufhin am 26. September 1999 ihren eigenen Kongress ab, auf dem Pasnjak zum Vorsitzenden der Volksfront wiedergewählt worden ist. Im Verlauf dessen entstanden zwei neue Parteien: die Partyja BNF und die Konservativ-Christliche Partei BNF. 
Bei der Präsidentschaftswahl 2001 stellte die Konservativ-Christliche Partei BNF Sjanon Pasnjak als Kandidaten auf (der nicht zugelassen worden ist), während die Partyja BNF im Rahmen eines oppositionellen Bündnisses den Kandidaten Sjamjon Domasch unterstützte. Während die Partyja BNF seitdem teilweise an Wahlen teilnimmt, werden sämtliche Wahlen von der Konservativ-Christlichen Partei BNF boykottiert.
Parteivorsitzender Pasnjak emigrierte 1996 nach einem kurzfristigen Aufenthalt in Polen in die USA und erhielt dort politisches Asyl.

## Politische Ideologie
Die Partei verfolgt unter anderem national-demokratische Prinzipien. Das belarussische Volk erklärt sie zu ihrem höchsten Wert und setzt sich für die Ausweitung der belarussischen Sprache im Alltag ein. Zudem befürwortet die Partei die Wiederherstellung der Weiß-Rot-Weißen Flagge sowie des Pahonjas (Heraldik) als Wappen.